# Gmina Teočak
Gmina Teočak (bośn. Općina Teočak) – gmina w Bośni i Hercegowinie, w kantonie tuzlańskim. W 2013 roku liczyła 7424 mieszkańców.